# الإنتاج الحربي للمشروعات والاستشارات الهندسية والتوريدات العامة
شركة الإنتاج الحربي للمشروعات والاستشارات الهندسية والتوريدات العامة هي شركة مساهمة حكومية مصرية، إحدى شركات الهيئة القومية للإنتاج الحربي التابعة لوزارة الدولة للإنتاج الحربي، أنشأت بقرار وزير الدولة للإنتاج الحربي رقم 64 لسنة 2015 تحت اسم "أم بي للمشروعات والاستشارات الهندسية والتوريدات العامة"، وتغير اسمها في مايو 2016 لتصبح "شركة الإنتاج الحربى للمشروعات والاستشارات الهندسية والتوريدات العامة"، تعمل في مجال التشييد والبناء، المقاولات، الاستشارات الهندسية، والتوريدات.

## مشروعات الشركة
- إنشاء وتطوير عدد 18 مراكز رعاية صحية بمحافظة بورسعيد.[5]
- إنشاء عدد 79 مدرسة ضمن المشروع القومى للمدارس.
- إنشاء عدة صوامع غلال في ثلاثة محافظات مصرية.[6]

## وصلات خارجية
- الموقع الرسمي للشركة.